# Kákosy László
Kákosy László (Budapest, 1932. augusztus 15. – Budapest, 2003. január 29.) Széchenyi-díjas magyar egyiptológus, egyetemi tanár, a Magyar Tudományos Akadémia tagja, a történelemtudományok kandidátusa.

## Életpályája
Szülei: Kákosy Károly (1892-1981) és Vámos Ilona (1898-1967) voltak. A budai Rákóczi Gimnáziumban érettségizett 1951-ben. Egyetemi tanulmányait 1956-ban az Eötvös Loránd Tudományegyetem Bölcsészettudomány Karán régész diplomával fejezte be. A következő három évet a Szépművészeti Múzeum Egyiptológiai Osztályán töltötte. 1960-ban leadta kandidátusi értekezésének (Az egyiptomi aranykor-mítoszok és társadalmi vonatkozásaik) kéziratát, és megkezdte tanári pályáját az ELTE egyiptológia tanszékén, tanársegédként. 1961-ben kapta meg a tudományok kandidátusa címet. 1972-től vezette az Egyiptológiai Tanszéket, először docensi minőségében, 1976-tól egyetemi tanárként. Akadémiai doktori fokozatát 1974-ben nyerte el (Világnézet és valláspolitika az egyiptomi Újbirodalom idején és a későkorban).
1998-ban a Magyar Tudományos Akadémia levelező tagjává választotta. (Székfoglaló: Théba a Ptolemaiosz- és a római korban.) Részt vett az 1964-ben kezdődött magyar núbiai leletmentő akcióban, Castiglione László és Varga Edith egyiptológusok, valamint Barkóczi László és Salamon Ágnes régészek társaságában, melynek során Abdalla Nirqi, holland kutatók által felhagyott régészeti területének feldolgozását végezték el. Elindította és haláláig vezette a Dzsehutimesz-síregyüttes (TT32) régészeti feltárását.

## Művei
- Egyiptomi ételek, italok (online változat)
- Varázslás az ókori Egyiptomban (1969)
- Egy évezred a Nílus völgyében: Memphisz az Óbirodalom korában (Kákosy László, Varga Edith, 1970)
- Egyiptomi és antik csillaghit (1978)
- Ré fiai (1979)
- Fény és káosz. A kopt gnósztikus kódexek; Gondolat, Budapest, 1984
- „Dzsehutimesz sírja Thébában: magyar ásatások Egyiptomban” (1989)
- Az ókori Egyiptom története és kultúrája (a Ré fiai átdolgozott kiadása, 1998)
- „Az alexandriai időisten: válogatott tanulmányok” (2001)
- A gyönyörűség dalainak kezdete: óegyiptomi szerelmes versek (fordította Molnár Imre, a nyersfordításokat az óegyiptomi eredeti szövegekből Kákosi László készítette, Kákosy László utószavával és jegyzeteivel)
- A paraszt panaszai: óegyiptomi novellák (fordítás, az utószót és a jegyzeteket írta Dobrovits Aladár, fordította és jegyzetekkel ellátta Kákosy László)
- Desroches-Noblecourt, Christiane: „Tutanhamon: egy fáraó élete és halála” (fordította Kákosy László, az előszót Szerwat Okasa írta)
- Dobrovits Aladár: „Bábel tornya: az ókori Közel-kelet mítoszai és mondái” (a mítoszokat és mondákat Dobrovits Aladár és Kákosy László dolgozta fel)
- Dobrovits Aladár: Dobrovits Aladár válogatott tanulmányai (válogatás: Kákosy László és Szilágyi János György, szerkesztette Kákosy László)
- Dobrovits Aladár: Egyiptomi és mezopotámiai regék és mondák (feldolgozás: Dobrovits Aladár és Kákosy László)
- Hahn István: Az ókor története (Hahn István, Kákosy László, Komoróczy Géza)

## Díjai, kitüntetései
- A történelemtudományok kandidátusa (1961)
- A történelemtudományok doktora (1974)
- Akadémiai Díj (1980)
- Maróth Károly-díj
- Kuzsinszky Emlékérem
- Ábel Jenő Emlékérem
- Széchenyi-díj (1992)